# Brocchinia gilmartiniae
Brocchinia gilmartiniae es una especie del género Brocchinia. Esta especie es nativa de Venezuela donde se encuentra en Bolívar, a 120 km de El Dorado.

## Taxonomía
Brocchinia gilmartiniae fue descrito por G.S.Varad.  y publicado en Journal of the Bromeliad Society 36: 251. 1986.
Etimología
Brocchinia: nombre genérico que fue otorgado en honor del naturalista italiano Giovanni Battista Brocchi.
gilmartiniae: epíteto otorgado en honor del botánico estadounidense Amy Jean Gilmartin.